# La Rochette (Alpes da Alta Provença)
La Rochette é uma comuna francesa na região administrativa da Provença-Alpes-Costa Azul, no departamento dos Alpes da Alta Provença. Estende-se por uma área de 18,8 km². Em 2010 a comuna tinha 72 habitantes (densidade: 3,8 hab./km²).